# 辽宁爪鲵
辽宁爪鲵（学名：Onychodactylus zhaoermii）一种分布于中华人民共和国辽宁省的两栖动物，隶属于小鲵科爪鲵属。
本种原属费希尔爪鲵（Onychodactylus fischeri），有学者在对东北亚地区分布的爪鲵物种形态和分子数据研究基础上，从费希尔爪鲵中分离出独立的4种：朝鲜爪鲵（Onychodactylus koreanus）、日本东北爪鲵（Onychodactylus nipponoborealis）、吉林爪鲵（Onychodactylus zhangyapingi）和辽宁爪鲵。
辽宁爪鲵主要栖息于山高林密、杂草丛生、常年流水的溪流中或附近，以陆地栖息为主，昼伏夜出，常见于土缝与溪中石缝间，以溪流内的小虾及小昆虫为食。本种形态特征与吉林爪鲵相似，区别在于本种的犁骨齿明显弯曲，齿数16～17个。